# Północno-wschodnia grań Szpiglasowego Wierchu

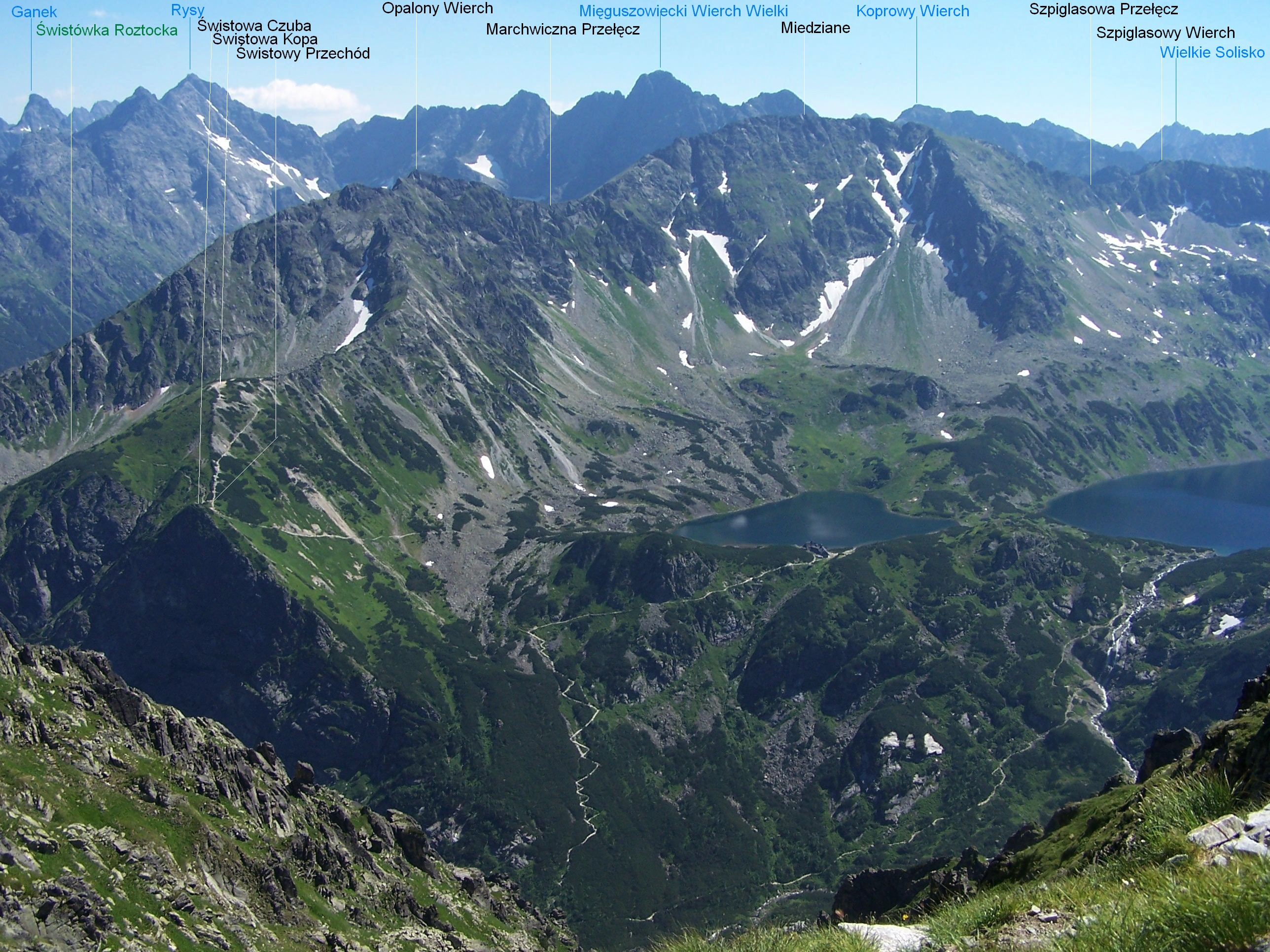
Widok z Krzyżnego na północno-wschodnią grań Szpiglasowego Wierchu

Północno-wschodnia grań Szpiglasowego Wierchu – boczna grań w polskich Tatrach Wysokich, oddzielająca Dolinę Rybiego Potoku od Doliny Pięciu Stawów Polskich i Doliny Roztoki. Odgałęzia się na północny wschód od grani głównej Tatr w najwyższym wierzchołku Szpiglasowego Wierchu (2172 m). Niżej rozgałęzia się na kilka odnóg. W kolejności od Szpiglasowego Wierchu na północ wyróżnia się w niej następujące szczyty, przełęcze granie i turnie:
- Szpiglasowa Przełęcz (2110 m),
- Miedziane (2230 m),
- Marchwiczna Przełęcz (2055 m),
- Opalony Wierch (2115 m):
  - północna grań Opalonego Wierchu:
    - Świstowe Siodło (ok. 1870 m),
    - Świstowa Kopa (ok. 1875 m),
      - północno-wschodnia grań Świstowej Kopy zakończona Roztockim Mnichem (ok. 1700 m)
      - północna grań Świstowej Kopy:
        - Świstowy Przechód (ok. 1755 m),
        - Świstowa Czuba (1763 m),

  - północno-wschodnia grań Opalonego Wierchu:
    - Czuba nad Uboczą (ok. 1630 m),
    - Orla Ściana (ok. 1620 m),
    - Limbowa Przełęcz (ok. 1530 m),
    - Limbowa Ściana (ok. 1580 m),
    - Roztockie Siodło (1405 m),
    - Roztocka Czuba (1425 m)[2].

Część północno-wschodniej grani Opalonego Wierchu od wysokości ok. 1750 m po Roztockie Siodło to Opalone.